# Phrurolithus pennatus
Phrurolithus pennatus is een spinnensoort uit de familie van de Phrurolithidae.
De wetenschappelijke naam van de soort werd in 1967 gepubliceerd door Takeo Yaginuma.